# Sheraton
Sheraton («Шератон») — одна з найбільших міжнародних мереж готелів. Заснована в 1937 році. Власник — компанія Marriott International. До 2016 року належала компанії Starwood Hotels and Resorts Worldwide.

## Діяльність
На 2015 рік мережа Sheraton включає 446 готелів загальною місткістю 156 400 кімнат. 11 готелів знаходяться у власності компанії Starwood Hotels and Resorts Worldwide, інші входять в компанію на правах франчайзингу. Бренд Four Points by Sheraton налічує 210 готелів на 36 800 кімнат.